# Liste der Naturdenkmale in Alf
Die Liste der Naturdenkmale in Alf nennt die im Gemeindegebiet von Alf ausgewiesenen Naturdenkmale (Stand 25. März 2024).

## Naturdenkmale
| Nr.         | Bezeichnung                      | Lage                                                          | Beschreibung                                                | Bild                                    |
| ----------- | -------------------------------- | ------------------------------------------------------------- | ----------------------------------------------------------- | --------------------------------------- |
| ND-7135-420 | Waldbestand auf dem Solliggipfel | nördlich des Ortes um den Aussichtsturm „Auf der Sollig“ Lage | dort auch Gedenkstein 1813/1913; flächenhaftes Naturdenkmal | Direkt Bild zu diesem Denkmal hochladen |

## Ehemalige Naturdenkmale
| Nr. | Bezeichnung  | Lage                                  | Beschreibung                                         | Bild                                    |
| --- | ------------ | ------------------------------------- | ---------------------------------------------------- | --------------------------------------- |
|     | Zwei Pappeln | südwestlich des Ortes am Alfbach Lage | Populus sp., zwei Bäume; Rechtsverordnung aufgehoben | Direkt Bild zu diesem Denkmal hochladen |
|     | Alte Pappel  | Mühlenstraße, bei Nr. 29 Lage         | Populus sp.; Rechtsverordnung aufgehoben             | Direkt Bild zu diesem Denkmal hochladen |